# Craugastor persimilis
Craugastor persimilis är en groddjursart som först beskrevs av Barbour 1926.  Craugastor persimilis ingår i släktet Craugastor och familjen Craugastoridae. IUCN kategoriserar arten globalt som sårbar. Inga underarter finns listade i Catalogue of Life.